# Awigdor Ben-Gal
Awigdor Ben-Gal (hebr.: אביגדור בן-גל, urodzony jako Janusz Goldlust 14 maja 1936 w Łodzi, zm. 13 lutego 2016 w Izraelu) – izraelski wojskowy urodzony w Polsce, generał dywizji Sił Obronnych Izraela.

## Życiorys
W czasie II wojny światowej rodzina Goldlustów uciekła na tereny pod okupacją sowiecką, skąd zesłano ich na Syberię. Po śmierci matki Janusz Goldlust wraz z siostrą opuścił Związek Radziecki z armią Andersa i trafił do Izraela.
W 1955 roku wstąpił do tamtejszych sił zbrojnych. Dawne imię Janusz przybrał jako pseudonim. Walczył w kolejnych wojnach toczonych przez Izrael – w wojnie 1956 roku z Egiptem, w wojnie sześciodniowej (został wówczas ranny) i w wojnie Jom Kipur, gdzie zasłużył się jako dowódca sił izraelskich, które powstrzymały natarcie mających przewagę liczebną Syryjczyków w toku bitwy pancernej w tzw. Dolinie Łez. Po wojnie Mosze Dajan mówił, że Awigdor Ben-Gal „ocalił Państwo Izrael”. W 1976 roku uczestniczył w planowaniu operacji „Entebbe”. W latach 1977–1981 stał na czele Dowództwa Północnego.
Miał żonę i siedmioro dzieci. Po odejściu z wojska zasiadał między innymi w zarządzie Israel Aerospace Industries. Ponadto regularnie odwiedzał Polskę. Ubiegał się o zwrot rodzinnych nieruchomości skonfiskowanych w czasach PRL-u. Pochowano go na telawiwskim cmentarzu Kirjat Sza’ul.